# Фонд Гелен Кларк
Фонд Гелен Кларк (англ. The Helen Clark Foundation) — незалежний, позапартійний аналітичний центр з питань державної політики в Новій Зеландії. Робота фонду орієнтована на прогресивну перспективу щодо її першочергових питань, включаючи екологізм та політику щодо наркотиків. Заявлена місія полягає в публікації наукових праць, які сприяють «більш справедливому, стійкому та мирному суспільству». 
Фонд співпрацює з Оклендським технологічним університетом.
Меценатом аналітичного центру є Гелен Кларк, 37-й прем'єр-міністр Нової Зеландії. Вона взяла участь у відкритті Фонду 21 березня 2019 року. Директором фонду є — Кетрін Еррінгтон.